# We Are Harlot
We Are Harlot — американская хард-рок-группа, образованная в 2011 году Дэнни Уорснопом, вокалистом британской металкор-группы Asking Alexandria, и Джеффом Джорджем, бывшим гитаристом Себастьяна Баха. В состав также входит басист Брайан Уивер из группы Silvertide.

## История

### Формирование (2011—2013)
В многочисленных интервью Дэнни Уорсноп упоминал проект своей второй группы «Harlot», с которой он планировал выступать после туров с Asking Alexandria в 2013 году и в будущем выпустить её дебютный альбом наравне со своим сольным. Отправной точкой для создания группы стала встреча Уорснопа с Джеффом Джорджем, с которым он провёл Новогодние праздники 2010 года в своём доме в Беверли-Хиллз. После обсуждения своих идей Уорсноп пригласил бывшего участника Revolution Renaissance Бруно Агру и трио начало работу над демками своих совместных песен. Изначально использовалось много материала из набросков сольного альбома Дэнни. Позже музыканты начали поиски басиста и через непродолжительное время им стал участник группы Silvertide Брайан Уивер. До своего первого выступления группа считалась сайд-проектом Уорснопа из-за его участия в Asking Alexandria, будучи членом которой, он не мог уделять особо много времени своему второму проекту, как бы он хотел.

### Сотрудничество с Roadrunner Records и дебютный альбом (2014—2015)
В 2014 году на ежегодном фестивале Rock on the Range группа впервые была заявлена как We Are Harlot. Изначально группа носила название «Harlot», но сменила название на современное по причине авторских прав и юридических вопросов. Фестиваль стал первым живым выступлением коллектива. Группа объявила, что её альбом будет выпущен летом следующего года. Дебютный сингл «Denial» был выпущен 14 мая. По поводу подписания на Roadrunner Records группа заявила, что:
…Roadrunner поддерживал нас с самого начала. В то время как мы связывались со всеми лейблами с целью заключения контракта, лишь Roadrunner дал обратную связь. Roadrunner Records держится на великих рок-н-ролльных бандах, бандах, которые мы любим, и мы здесь для того, чтобы продолжать нести этот факел и сотрясать эти основы.
После выступления на Rock on the Range группа отыграла многочисленные выступления в рамках таких фестивалей и туров.
В начале января 2015 группа через Rocksound Magazine выпустила обращение, что альбом выйдет в марте. Выпустив сингл «Dancing on Nails», был открыт предзаказ альбома на 30 марта. Спустя несколько дней Уорсноп объявил о своём уходе из Asking Alexandria, пояснив это желанием сконцентрироваться на We Are Harlot и тем, что группе будет лучше без него, а также допустив, что больше не хочет заниматься тяжелой музыкой. Альбом «We Are Harlot» был успешно выпущен и достиг 165 места в чартах США и 58 места в чартах Великобритании. В Америке за первую неделю альбом был продан в количестве 5 000 копий.
В апреле группа отыграла на фестивалях «Fort Rock» в Южной и «Rockville» в Северной Флоридах, в мае вновь выступила на «Rock on the Range», а также на «Northern Invasion» в Сомерсете. Дебютное выступление в Великобритании состоялось на фестивале Download Festival, в Италии же группа выступила на Sonisphere Festival в Милане.

### Второй студийный альбом (2016—настоящее время)
В 2016 году музыканты также отыграли несколько концертов: 25 января на Shiprocked вместе с Halestorm и Hellyeah и 16 июля на Rock USA Festival. В октябре после возвращения Дэнни Уорснопа в Asking Alexandria We Are Harlot выпустили тизер новой песни «Holding On Is Worse» и сообщили, что несмотря на возвращение Уорснопа в свою бывшую группу, они по-прежнему активны и собираются выпустить новый альбом в феврале 2017 года. Однако планам не суждено было осуществиться. В марте 2017 Уорсноп проинформировал, что работает над второй студийной пластинкой и что летом соберётся с группой в студии. Позже в одном из интервью он сообщил, что работа над вторым альбомом отложена на неопределенное время пока участники группы не вернутся к разговору и что в этот период он решил сосредоточиться на сольном творчестве и работе с Asking Alexandria.

## Участники
- Дэнни Уорсноп — вокал, клавишные
- Джефф Джордж — гитара, бэк-вокал
- Брайан Уивер — бас-гитара, бэк-вокал

Бывшие участники
- Бруно Агра — ударные, бэк-вокал (2011—2020)

## Дискография

### Студийные альбомы
| Название      | Детали                                                                             | Позиции в чартах | Позиции в чартах | Продажи                    |
| Название      | Детали                                                                             | US               | UK               | Продажи                    |
| ------------- | ---------------------------------------------------------------------------------- | ---------------- | ---------------- | -------------------------- |
| We Are Harlot | - Релиз: 27 марта 2015 - Лейбл: Roadrunner Records - Форматы: CD, digital download | 165              | 58               | US: 5 000 за первую неделю |

### Синглы
| Название           | Год  | Позиции в чартах | Альбом        |
| Название           | Год  | US Main.         | Альбом        |
| ------------------ | ---- | ---------------- | ------------- |
| «Denial»           | 2014 | —                | We Are Harlot |
| «Dancing On Nails» | 2015 | 10               | We Are Harlot |
| «Never Turn Back»  | 2015 | —                | We Are Harlot |

#### Другие песни в чартах
| Название  | Год  | Позиции в чартах | Альбом        |
| Название  | Год  | US Main.         | Альбом        |
| --------- | ---- | ---------------- | ------------- |
| «Someday» | 2015 | 23               | We Are Harlot |

### Видеоклипы
| Title              | Year | Album         | Director |
| ------------------ | ---- | ------------- | -------- |
| «Dancing On Nails» | 2015 | We Are Harlot | Unknown  |
| «The One»          | 2015 | We Are Harlot | Unknown  |